# Ampass
Ampass är en ort och kommun i distriktet Innsbruck-Land i förbundslandet Tyrolen i Österrike. Kommunen har 1 836 invånare (2024). 

## Angränsande kommuner
Ampass gränsar till sju andra kommuner i Innsbruck Land.
- Aldrans
- Hall in Tirol
- Innsbruck
- Rinn
- Rum
- Thaur
- Tulfes